# Eleaten

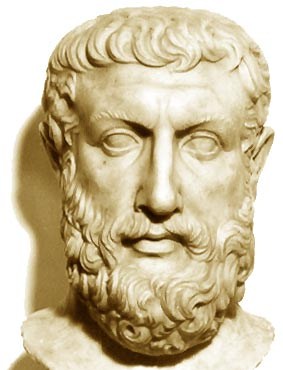
Parmenides

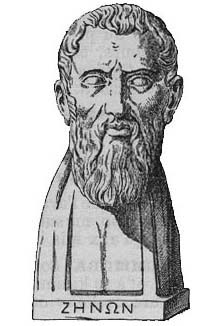
Zeno van Elea

De Eleaten of School van Elea is een groep presocratische filosofen uit Elea. De bekendste zijn Parmenides, Melissus en Zeno van Elea. Soms wordt Xenophanes ook tot hen gerekend.

## Geschiedenis
De school kreeg haar naam van Elea, een Griekse stad in het zuiden van Italië, thuishaven van haar belangrijkste exponenten, Parmenides en Zeno. De stichting wordt vaak toebedicht aan Xenophanes van Colophon, maar ook al is er veel in zijn speculaties dat later deel uitmaakte van de Eleatische school, toch is het waarschijnlijk correcter om Parmenides aan te wijzen als de stichter van de school.
Xenophanes maakte zijn eerste aanval op de mythologie van het vroege Griekenland in het midden van de 6e eeuw v.Chr., inclusief een aanval op het gehele antropomorfische systeem zoals vastgelegd in de gedichten van Homerus en Hesiodus. In de handen van Parmenides ontwikkelde deze kiem van het vrije denken zich langs de lijnen van het metafysische. Dientengevolge, ofwel doordat de speculaties als belediging opgevat werden door de Eleaten van die tijd, ofwel door onderbrekingen in leiderschap, ontaardde de school in verbale disputen over de mogelijkheden van beweging en andere dergelijke academische zaken. Het beste werk van de school werd uiteindelijk opgenomen in de Platonische metafysica.

## Filosofie
De Eleaten verwierpen de wetenschappelijke waarde van zintuiglijke waarneming, en in plaats daarvan namen ze wiskundige standaarden van duidelijkheid en noodzaak als de criteria van de waarheid. Van alle leden hadden Parmenides en Melissus argumenten geformuleerd, te beginnen met onbetwijfelbaar deugdelijke vooronderstellingen. Zeno aan de andere kant paste voornamelijk de reductio ad absurdum toe, in een poging om de argumenten van anderen te vernietigen door aan te tonen dat hun vooronderstellingen leidden tot tegenspraak.
De voornaamste doctrines van de Eleaten werden ontwikkeld in oppositie tegen de theorieën van de vroege fysicalistische filosofen, die alle bestaan verklaarden in termen van primaire materie, en tegen de theorie van Heraclitus, die verklaarde dat alle bestaan samengevat kan worden als eeuwigdurende verandering. De Eleaten hielden vol dat de ware verklaring van de dingen ligt in de opvatting van een universele eenheid van bestaan. Volgens hun doctrine kunnen de zintuigen deze eenheid niet opmerken, omdat hun waarnemingen inconsistent zijn; slechts door het denken kunnen we voorbij de valse schijn van de zintuigen komen en komen tot de kennis van het bestaan, bij de fundamentele waarheid van Alles is Één. Verder kan er geen schepping zijn, aangezien zijn niet van niet-zijn kan komen, omdat een ding niet kan ontstaan van datgene dat zo anders is. Zij beargumenteerden dat fouten op dit punt slechts komen van het dubbelzinnige gebruik dan het werkwoord "zijn", welke bestaan kan impliceren, maar ook slechts het koppelwerkwoord tussen onderwerp en eigenschap.
Ook al werden de conclusies van de Eleaten verworpen door de latere Presocratici en Aristoteles, toch werden hun argumenten serieus genomen, en over het algemeen wordt de verbetering van de discussie- en argumentatiestandaarden van die tijd aan hun toegeschreven. Hun invloed was net zo langdurig -- Gorgias, een sofist, debatteerde in de stijl van de Eleaten in zijn werk "Over de Natuur of Wat Niet Is", en Plato verleende hun erkenning in de Parmenides, de Sofist en de Staatsman. Bovendien leende veel van de latere filosofie van de oudheid van de methoden en principes van de Eleaten.